# Айзенштейн, Семён Моисеевич
Семён Моисеевич Айзенштейн (13 (25) января 1884, Киев — 3 сентября 1962, Челмсфорд) — пионер радиотехники в России, на Украине, в Польше и Англии. Основатель и руководитель завода «Русское Общество Беспроволочных Телефонов и Телеграфов» (Р. О. Б. Т.иТ.).

## Биография
Родился в Киеве в семье Мовши Лейбовича (Моисея Львовича) Айзенштейна, купца 1-й гильдии. Брат — присяжный поверенный и присяжный стряпчий Леон Моисеевич Айзенштейн.
Учился в Киевском университете.
В 1901 году продемонстрировал в Киеве радиосвязь с помощью радиопередатчика и когерерного приемника которые создал сам. Через три года он получил патент на аппарат беспроволочного телеграфа.
После окончания Киевского университета, продолжил своё образование в Германии в Берлинском университете, а в области радиотелеграфии ещё в Шарлоттенбургском политехникуме.
Вернулся в Россию в 1905 году. Отец к тому времени уже проживал в Санкт-Петербурге по адресу Невский проспект, 56.
Организовал лабораторию которая выполняла заказы военного ведомства по изготовлению радиоаппаратуры. В 1906 году создал радиосвязь между тремя городами — Жмеринка, Севастополь и Одесса — посредством создания экспериментальных радиостанций, которые сделал Семён Моисеевич.
В 1908 году основал «Общество беспроволочных телефонов и телеграфов системы С. М. Айзенштейна», которое и возглавил; занимался разработкой проектов по строительству радиостанций в Москве и северо-западных регионах империи.
В июле 1910 г. компания преобразована в акционерное общество под названием: «Русское общество беспроволочных телеграфов и телефонов», сокращенно РОБТиТ.
С 1912 по 1914 год издавал первый русский журнал «Вестник телеграфии без проводов».
Уже с 1914 года он смог создать первые российские радиолампы.
В 1914 г., почти за 3 месяца РОБТиТ построило самые мощные в Европе передающие искровые радиостанции, Ходынскую в Москве и Царскосельскую мощностью по 300 кВт, а также приемную радиостанцию в Твери.
Радиостанции использовались для связи со столицами стран Антанты.
В 1921 г. работал управляющим радиоотделом секции «Радиосвязь» ВСНХ, принимал участие в проектировании и строительстве ряда радиотелеграфных станций в европейской части РСФСР.
Семён Айзенштейн многократно был арестован советскими властями и, в конце концов, в 1922 году нелегально эмигрировал в Англию.
С 1922 г. он работал в фирме «Маркони» в Англии, затем руководил строительством радиотехнических заводов в Польше (1922—1935) и Чехословакии.
С 1947 по 1955 год он занимал пост генерального директора «English Electric Valve Co. Ltd.» (в настоящее время e2v).